# علي فرحان
علي فرحان (17 أبريل 1982) لاعب كرة قدم بحريني يلعب حاليا لصالح نادي الدرجة الأولى سترة البحريني في مركز قلب الدفاع من 2000 كما يجيد اللعب في مركز الظهير الأيمن.